# Vergine della Carità
La Vergine della Carità è un dipinto del pittore cretese El Greco realizzato intorno al 1597-1603 durante il suo ultimo periodo di Toledo e conservato nel Santuario di Nostra Signora della Carità a Illescas in Spagna.
El Greco, attraverso suo figlio, nel 1603, ottenne un contratto per realizzare quattro dipinti per la chiesa del vecchio ospedale della Carità di Illescas (Toledo). I dipinti corrispondono al periodo tardo del pittore.

## Descrizione e stile
Dovrebbe essere uno dei dipinti più importanti della composizione, dove El Greco cerca di esibire la virtù della Carità attraverso un'iconografia tradizionale medievale sulla Vergine della misericordia.  Al centro della composizione c'è l'imponente Maria Vergine apre il suo manto e protegge un gruppo di fedeli vestiti in gorgiera castigliano, seguendo la moda del tempo; essendo alcune di queste figure ritratti di cavalieri appartenenti alla nobiltà di Toledo del XVI secolo (tra i quali Jorge Manuel Theotocópuli figlio di El Greco).  In questa tela vediamo che El Greco utilizza la sproporzione tipica del suo stile finale, tenuemente accusato perché questo dipinto è stato progettato per essere visto dal basso verso l'alto. Ora disponibile per gli occhi dello spettatore, sembra troppo sproporzionato, soprattutto il corpo di Maria con le gambe monumentali in primo piano che termina in una minuscola testa.